# Morita Akio
Morita Akio (盛田昭夫, もりた あきお) (sinh ngày 26/1/1921 tại Nagoya, Nhật Bản - mất ngày 3/10/1999 tại Tokyo) là người đồng sáng lập tập đoàn Sony.

## Tiểu sử
Morita Akio sinh ngày 26/1/1921 tại Nagoya, bán đảo Chita, tỉnh Aichi; là con đầu lòng và cháu đích tôn đời thứ mười lăm của một trong những dòng họ đã có truyền thống lâu đời và nổi tiếng nhất Nhật Bản; gia đình ông đã nấu rượu sake, làm miso, xì dầu tại làng Kosugaya từ năm 1665. Bố mẹ ông là Hikotaro (Kyuzaemon trưởng họ thứ 14) và Shuko Morita.
Ông tốt nghiệp Đại học Hoàng gia Osaka năm 1944 và được đào tạo về vật lý.
Thời gian chiến tranh, Morita trở thành một sĩ quan của Hải quân Hoàng gia Nhật Bản trong suốt thế chiến II. Ông gặp Masaru Ibuka tại một ủy ban nghiên cứu.
Năm 1951, ông lấy bà Yoshiko, sinh được hai người con trai là Hideo và Masao, và một người con gái tên Naoko.
Morita qua đời vì căn bệnh viêm phổi ở tuổi 78.

## Đồng sáng lập Tập đoàn SONY
Sau chiến tranh, vào ngày 7 tháng 5 năm 1946, Morita và Ibuka sáng lập công ty Tokyo Tsushin Kogyo K.K (Tokyo Telecommunications Engineering Corporation, tiền thân của Sony) với 20 nhân công cùng số vốn ban đầu 190.000 yên. Khi đó Ibuka 38 tuổi và Morita 25 tuổi. Gia đình nhà Morita đầu tư vào Sony thời kì đầu và là cổ đông lớn nhất.
Năm 1949, công ty phát triển băng thu âm có từ tính và đến năm 1950 thì bán chiếc máy ghi âm đầu tiên ở Nhật Bản. Năm 1957, công ty cho ra đời sản phẩm radio bỏ túi (cái đầu tiên hoàn toàn bằng thiết bị bán dẫn) và một năm sau đó thì công ty đổi tên thành Sony (Sonus là tiếng Latinh của từ "âm thanh", và Sonny-boys là từ lóng của "whiz kids" (dịch nôm na - "những đứa trẻ véo von"). Năm 1960, công ty sản xuất chiếc tivi bán dẫn đầu tiên trên thế giới.
Năm 1961, công ty Sony tại Mỹ là công ty Nhật Bản đầu tiên niêm yết trên Sở giao dịch Chứng khoán New York. Năm 1989, Sony mua hãng phim Columbia Pictures của Mỹ.
Vào ngày 25/11/1994, Morita tuyên bố quyết định rời chiếc ghế chủ tịch Sony sau khi trải qua cơn tai biến mạch mãu não khi chơi tennis. Người kế nhiệm ông là Ōga Norio - người đã gia nhập công ty sau khi gửi Morita bức thư chỉ trích chất lượng yếu kém trong dòng sản phẩm máy thu âm của công ty.

## Xuất bản hồi ký
Vào năm 1966, Morita viết cuốn sách "Never Mind School Records" (tạm dịch:"không bao giờ bận tâm những thành tích ở trường) trong đó ông thổ lộ rằng những thành tích tại trường không quan trọng trong thành công hay khả năng làm kinh doanh của một ai đó. Năm 1986, Morita viết cuốn tự truyện nhan đề "Made in Japan". Ông cũng rất nổi tiếng với tư cách là đồng tác giả bài tiểu luận "The Japan that Can Say No" với chính khách Ishihara Shintaro, trong đó chỉ trích thực tiễn kinh doanh của Mỹ và khuyến khích Nhật Bản dành một vị trí tự do hơn trong kinh doanh và các vấn đề quốc tế.

## Những hoạt động khác
Ông từng là phó chủ tịch của Keidanren (Liên đoàn các tổ chức kinh tế Nhật Bản) và từng là thành viên của Japan-U.S. Economic Relations Group (hội quan hệ kinh tế Nhật Bản - Hoa Kỳ).

## Giải thưởng
Morita từng được United Kingdom's Royal Society of Arts (Hội đồng nghệ thuật Hoàng gia Anh Quốc) tặng huân chương Albert vào năm 1982. Ông là người Nhật đầu tiên nhận được vinh dự này. Hai năm sau, ông được Pháp tặng National Order of the Legion of Honor (Huân chương La Mã danh dự Quốc gia). Đến năm 1991, ông lại được Nhật hoàng tặng huân chương "Order of the Sacred Treasure".